# ریموند مرنس
ریموند مرنس (انگلیسی: Raymond Mearns؛ زادهٔ) بازیگر، کمدین، و بازیگر تلویزیون اهل بریتانیا است. او برای اولین بار در مراسم خاص کریسمس Rab C. Nesbitt ظاهر شد که در آن نقش محافظ امنیتی بی بی سی را بازی کرد.